# Herinneringsmedaille aan Groothertog Adolf Friedrich V (Mecklenburg-Strelitz)

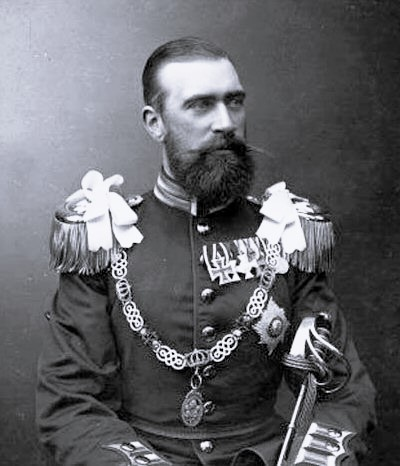
Adolf Friedrich V met keten en ster van de Orde van het Bad

De Herinneringsmedaille aan Groothertog Adolf Friedrich V (Duits: Gedächtnismedaille für den Großherzog Adolf Friedrich V.) was een onderscheiding van het groothertogdom Mecklenburg-Strelitz. De zilveren medaille werd in 1914 door de regerende groothertog Adolf Frederik VI ingesteld ter herinnering aan zijn op 11 juni 1914 in Berlijn overleden vader en voorganger groothertog Adolf Frederik V van Mecklenburg-Strelitz
Op de voorzijde van de medaille staat het linksgewende kop van de overleden vorst met het rondschrift Adolf Friedrich V GROßHERZOG VON MECKLENBURG-STRELITZ. Op de keerzijde staat onderaan een gekroond wapenschild met het Latijnse rondschrift AVITO VIRET HONORE, het motto en de wapenspreuk van Mecklenburg-Strelitz, dat Hij ontleent zijn aanzien aan zijn afstamming betekent. Daartussen staan de data 22 juli 1848, 30 mei 1904 en 11 juni 1914 met een ster, een kroon en een kruis. Het zijn de geboorte, opvolgings en sterfdata van de overleden groothertog.
Men droeg de ronde medaille aan het lint van de Huisorde van de Wendische Kroon op de linkerborst.
De onderscheidingen van het Groothertogdom en de Vrijstaat Mecklenburg-Strelitz tussen 1815 en 1934.

Medaille van Verdienste ·
Zilveren Medaille voor Redding uit Levensgevaar ·
Zilveren Medaille voor Kunst en Wetenschappen ·
Medaille ter Herinnering aan het Gouden Huwelijk van het Groothertogelijke Paar ·
Medaille ter Herinnering aan het Diamanten Huwelijk van het Groothertogelijke Paar ·
Herinneringsmedaille aan Groothertog Adolf Friedrich V ·
Kruis voor Verdienste in de Oorlog ·
Adolf-Friedrich-Kruis ·
Herinneringskruis voor Vrouwelijke Trouwe Dienst ·
Militair Dienstkruis voor Officieren ·
Militair Dienstkruis · 
Medaille van de Veteranenverenigingen ·
Dienstonderscheiding IIe Klasse voor de Landweer ·
Reddingsmedaille

Zie ook: Onderscheidingen in Mecklenburg-Strelitz en Onderscheidingen in Mecklenburg-Schwerin